# Высоково (Кукобойское сельское поселение)
Высоково — деревня в Первомайском районе Ярославской области, входит в состав Кукобойского сельского поселения, относится к Кукобойскому сельскому округу.

## География
Расположена на берегу реки Ухтома в 5 км на юго-запад от центра поселения села Кукобой и в 62 км на северо-запад от райцентра посёлка Пречистое. 

## История
Близ деревни в селе Инжевер в 1835 году была построена каменная церковь на средства прихожан. В ней было 3 престола: в настоящей летней во имя пророка Илии, в зимней – во имя святого великомученика Дмитрия Солунского и Богоявления Господня. 
В конце XIX — начале XX века деревня входила в состав Подорванской волости Пошехонского уезда Ярославской губернии.
С 1929 года деревня входила в состав Кукобойского сельсовета Первомайского района, с 2005 года — в составе Кукобойского сельского поселения.

## Население
| 1859 | 1914 | 2002 | 2007 | 2010 |
| ---- | ---- | ---- | ---- | ---- |
| 88   | ↗140 | ↘0   | →0   | →0   |